# Андрографолид
Андрографолид — натуральный лабдановый дитерпеноид, выделенный из стебля и листьев андрографиса метельчатого.  Он чрезвычайно горек на вкус.

## Описание
Андрографолид является основным биологически активным компонентом листьев растения Андрографис метельчатый (лат. Andrographis paniculata).
Это химическое соединение представляет собой бициклический дитерпеноид лактона.
Андрографолид был выделен в 1911 году в чистом виде Гортером (англ. Gorter).
Андрографолид — горькое вещество.
Биохимические исследования показали, что андрографолид путем ковалентной модификации может связываться с разными белковыми мишенями, включая NF-κB и актин.

## Физические свойства
Андрографолид представляет собой белое кристаллическое вещество, кристаллы либо квадратные призмы, либо хлопьевидные (из раствора этанола или метанола). Растворяется в кипящем этаноле, слаборастворим в метаноле и этаноле, плохо растворяется в хлороформе и почти нерастворим в воде.

## Химические свойства
Андрографолид легко гидролизуется, петля его молекулы размыкается и изомеризуется в водном растворе. Он более стабилен при низких температурах и в растворе хлороформа.
Стабильность андрографолида зависит от pH среды. Он лучше всего сохраняется при pH от 3 до 5, а в щелочной среде нестабилен, при этом становится всё менее стабильным с увеличением pH.

## Биологическое значение
Андрографолид обладает слабым бактерицидным действием и является действующим веществом препаратов Андрографиса метельчатыого, применяемых в народной медицине в Юго-восточной Азии.

## Биосинтез

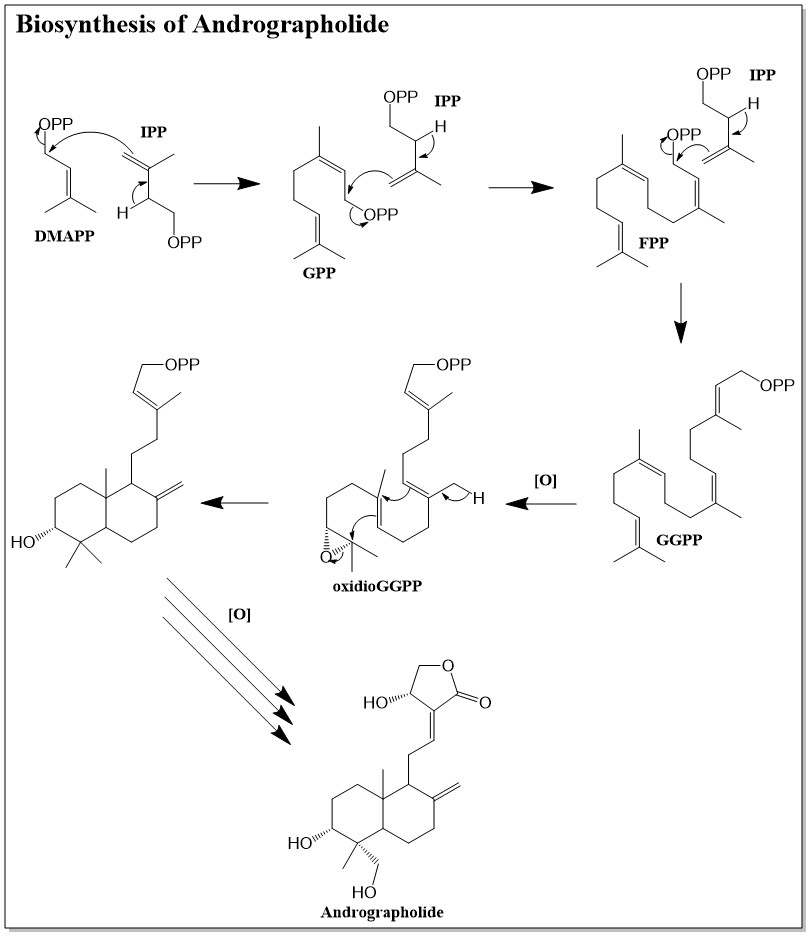
Биосинтез андрографолида

Андрографолид представляет собой относительно простой дитерпеновый лактон. Несмотря на простоту, его биосинтез в растении Андрографис метельчатый был выяснен только в 2010-х годах.
Андрографолид относится к семейству изопреноидов природного происхождения. Предшественники биосинтеза изопреноидов изопентенилпирофосфат (англ. IPP) и диметилаллилпирофосфат (DMAPP) могут быть синтезированы по пути мевалоновой кислоты (MVA) или по пути дезоксиксилулозы (DXP).
С помощью избирательно меченых C13 предшественников андрографолида как по пути MVA, так и по пути DXP, было определено, что большинство предшественников андрографолида синтезируется через путь DXP, кроме того, небольшая часть предшественников андрографолида синтезируется посредством пути MVA. Биосинтез андрографолида начинается с добавления IPP к DMAPP, который образует геранилпирофосфат. Затем к нему добавляется другая молекула IPP, и получается фарнезилпирофосфат (FPP). Конечная молекула IPP добавляется к FPP для завершения основной цепи дитерпена. Двойная связь, оставшаяся в этой молекуле от DMAPP, окисляется до эпоксида вплоть до замыкающего кольцо каскада, при этом образуется два шестичленных кольца. Ряд окислений образует пятичленный лактон в дополнение к добавлению спиртовых групп. Порядок следования этих модификаций, происходящих после синтеза, не выяснен.